# Cartagena (Kolumbia)
Cartagena de Indias (röviden Cartagena) Kolumbia ötödik legnagyobb városa, az ország északi részén, a Karib-tenger partján. Bolívar megye székhelye.
Kikötőváros, gazdasági és kulturális központ. Iparában kiemelkedik a petrolkémiai ipar.

## Az óvárosa
Cartagena fallal övezett óvárosát és erődjét az UNESCO 1984-ben a kulturális világörökség részévé nyilvánította. Cartagena rendelkezik a legkiterjedtebb erődítménnyel Dél-Amerikában. Egyik jellegzetes műemléke az óratorony.
Az óváros három városrészre osztható: 
- San Pedro (San Sebastian és Santa Catalina), a székesegyházzal és andalúziai stílusú palotákkal;
- San Diego, ahol a kereskedők és a középosztály éltek;
- Gecsemané negyed

## Története
A Cartagena környéki indián települések i. e. 4000-ig vezethetők vissza. 
1533-ban a spanyol Pedro de Heredia alapította a mai város elődjét, ami a spanyolországi Cartagena után kapta a nevét, de hogy megkülönböztessék a két várost, ez a település a Cartagena de Poniente, azaz Nyugati Cartagena nevet kapta. A főként a francia és angol támadás elleni védelemként a 16. századtól kezdve kiépült erődítmény ellenére 1697-ben Pointis bárója hatalmas pusztítást okozott a városban. Az inkvizíció első szerzetesei 1610-től kezdve érkeztek meg Cartagenába. Később több alkirály is rövidebb ideig itt tartózkodott, például Sebastián de Eslava is, aki 10 éven át kormányozta Új-Granada alkirályságát.
Miután 1811. november 11-én kikiáltották az ország függetlenségét, még hosszú időnek kellett eltelnie, míg sikerült a függetlenséget a gyakorlatban is megvalósítani. A háborúk során Cartagena is több összecsapás helyszíne volt, amelyek közül kiemelkedik az 1815-ös spanyol Pablo Morillo-féle ostrom, ahol a védők több mint 3 hónapon át hősiesen védekeztek.

## Filmművészet
- 1981-ben itt forgatták a Banános Joe című filmet.
- A 2007-es Zorro című telenovella egyik forgatási helyszíne.